# Цесаревич (линейный корабль)
«Цесаре́вич» — парусно-паровой военный корабль Балтийского флота Российской империи. Был заложен 3 (15) августа 1853 года в Спасском адмиралтействе Николаева, спущен на воду 29 октября (10 ноября) 1857 года. Строительство осуществлялось под руководством корабельного мастера И. С. Дмитриева.

## История службы
В ноябре 1858 года «Цесаревич» перешёл из Николаева в Севастополь, откуда без артиллерии и машины вышел 2 (14) декабря для перехода в Балтийское море по маршруту: Буюк-дере — Ла-Валлетта — Кадис — Шербур. 8 (20) июля 1859 года корабль пришёл в Кронштадт и 11 (23) июля принял участие в Высочайшем смотре судов эскадры на Кронштадтском рейде.
В 1860 году на корабль была установлена паровая машина мощностью 800 л. с. с шестью котлами. В 1861 году корабль с отрядом находился в практическом плавании в Балтийском море до острова Готланд. После этого «Цесаревич» в море больше не выходил и стоял в Кронштадтской гавани. 30 мая (11 июня) 1872 года линейный корабль «Цесаревич», стоя в Военной гавани, принимал участие в праздновании 200-летия со дня рождения Петра I.
26 января (7 февраля) 1874 года корабль был исключён из списков судов Балтийского флота.

## Командиры
Кораблём «Цесаревич» командовали следующие капитаны:
1. 14.07.1859 — 23 апреля (5 мая) 1861 года — капитан 1-го ранга К. К. Штофреген
2. 23 апреля (5 мая) 1861 года — 2 (14) мая 1861 года — капитан 1-го ранга М. П. Тироль
3. С 2 (14) мая 1861 года[2] по 1862 год — флигель-адъютант капитан 1-го ранга В. А. Стеценков (Стеценко)
4. С 03.01.1863 — капитан 1-го ранга И. Н. Стромилов
5. 03.09.1863[3] — 09.11.1864 — капитан 1-го ранга И. П. Панафидин
6. до 04.10.1865[4] — капитан 1-го ранга Н. Н. Андреев
7. С 04.10.1865[4] по 1871 — капитан 2-го ранга (с 27.03.1866 капитан 1-го ранга) П. А. Чебышёв
8. 1 (13) июля 1872 года[5] — 1873 год — капитан 1-го ранга К. Г. Скрыплёв